# История Пуховичского района
Пуховичский район ( оф. транс. : Puchavicki rajon ) — административная единица Минской области . С 29 июля 1925 года районный центр — Марьина Горка . С 17 июня 1924 года до 29 июля 1925 год центром района была деревня — Пуховичи .

## Древняя история

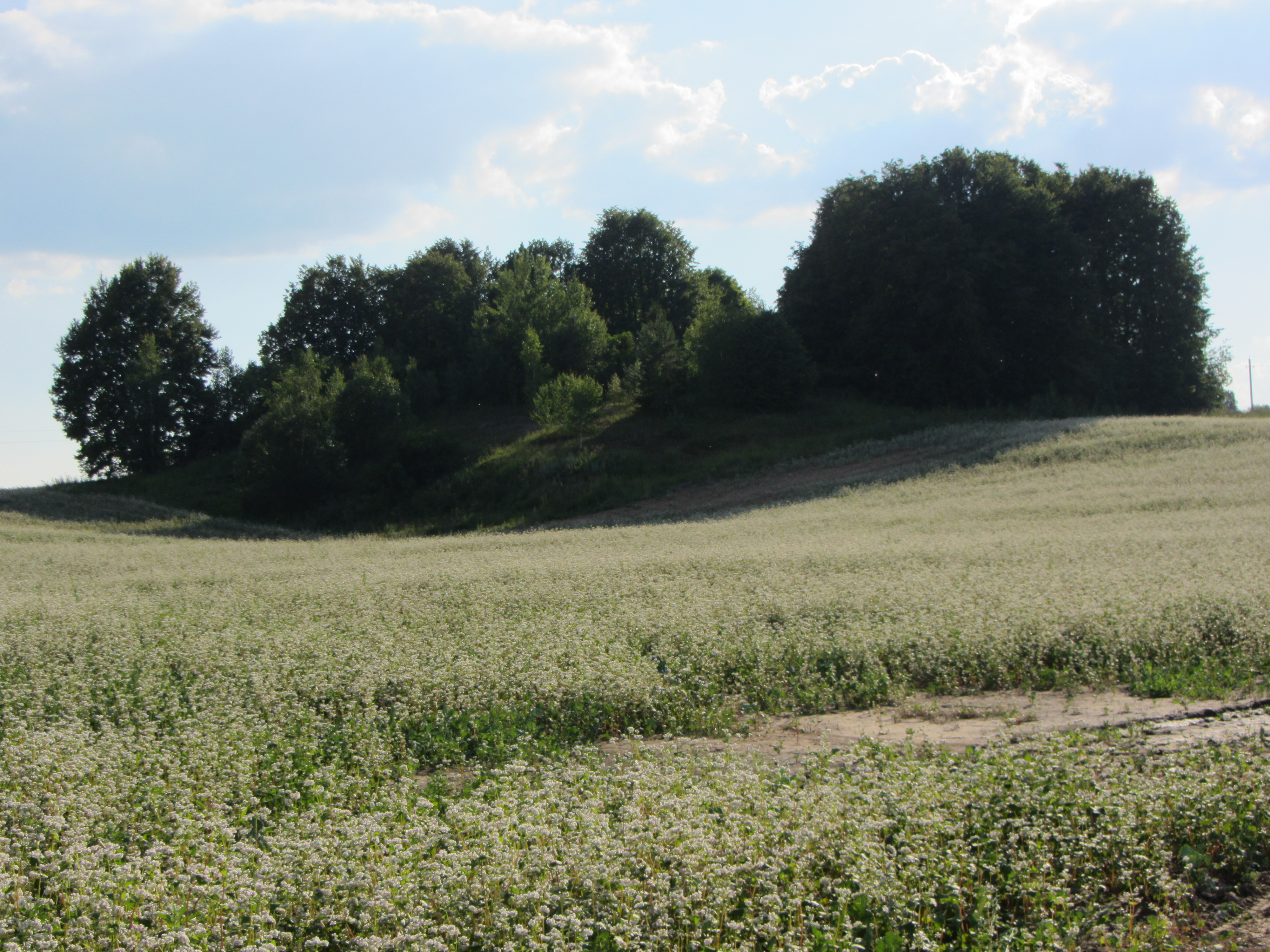
Городище с фамильным захоронением Ельских

Первый человек на территории Пуховичского района появился в 10-м тыс. к н.э. Каменные шлифованные топоры и обломки керамики бронзового века (2-е тыс. к н.э. — 7 в. к н.э.) найден около в. Бужа, Дричин, Лядцо, Поддубье, Теребля, Уборки. Городища и поселения железного века (7 в. к н.э. — 9 в. н.э.) обнаруженный вблизи д. Блужский Бор, Балачанка, Бор, Великое Поле, Дудичи, Жоравка, Ковалевичи, Лешница, Матеевичи, Междуречье, Поддубье, Светлый Бор, Церабуты. В 8-9 вв. расселение восточнославянского племени дреговичей на территории района.

## Полоцкое княжество
С 12 века. до середины 14 века. современная Пуховщина входила сначала в состав Полоцкого княжества в 13 веке. в составе в составе Минского и Свислочского удела.
Южная часть современного Пуховичского района входила в состав Свислочского княжества. Свислочь — центр княжества и волости в 12-17 веков. — сейчас деревня в Осиповичском районе, там, где река Свислочь впадает в Березину. Линия раздела проходила по деревням Сутин — Орешковичи — Белоча. Свислочское княжество было включено в состав ВКЛ в 1350-х годах, после смерти последнего князя свислочского князя Семена, так как у него не было потомства.

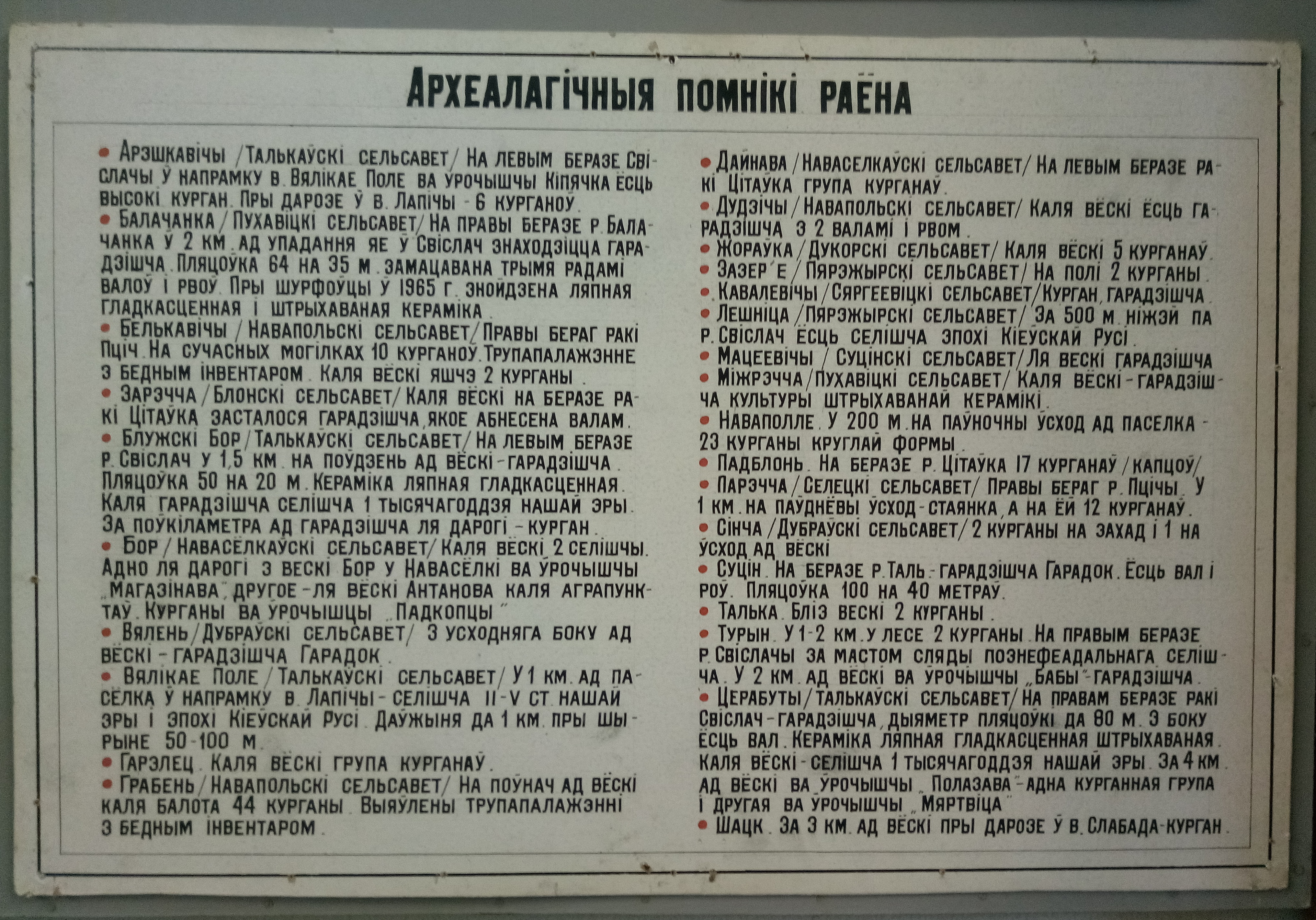
Пуховичский районный историко-краеведческий музей. Археологические объекты Пуховичского района.

Северная часть современного Пуховичского района принадлежала Минскому княжеству, которое отделилось в 12 в. от Полоцкой земли. Обстоятельства и точное время вхождения Минского княжества в ВКЛ не определены. Этот процесс происходил во второй половине 13 — первой четверти 14 в.

## Великое Княжество Литовское

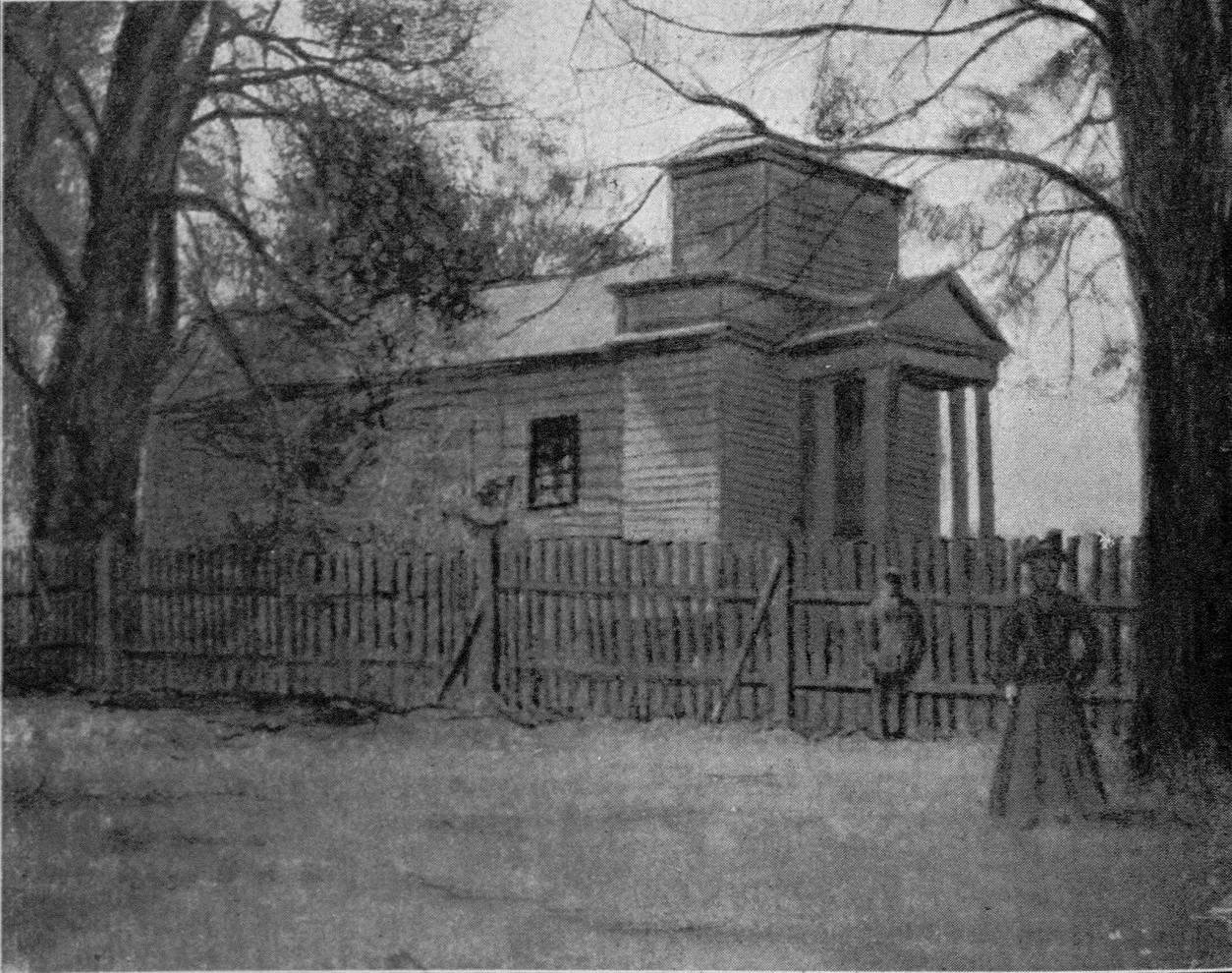
Костёл иезуитов в Блони. Картина 19 века. (из книги А. Кулагіна «Каталіцкія храмы на Беларусі»).

С 1350 по 1569 год современный Пуховичский район входил в состав Великого княжества Литовского, а с 1569 по 1793 год — в состав Речи Посполитой . Входил в состав Минского повета Минского воеводства Великого княжества Литовского. Большая часть территории сначала вошла в состав Бакштинской волости, а юго-восточная — в состав Свислочской волости ВКЛ. После Городельской унии 1413 года эти земли вошли в состав Виленского воеводства, Минского уезда и Свислочской волости. После административно-территориальной реформы 1565-1566 гг. территория современного Пуховичского района вошла в состав Минского повета Минского воеводства ВКЛ.
В 1492 г. впервые поселок Шацк упоминается в документах.
В 15 и 16 вв. Татары расселились в Бакштанской волости (на окраине нынешних Смиловичи ). В то время поселении Блужа, Дукора, Пуховичи, Титва и Шацк уже были обозначены на географических картах Восточной Европы.
В середине 16 в. Пуховщина вошла в состав Минского и Свислочского уезда Минского воеводства.
В 1708 г. во время Северной войны шведские войска короля Карла XII находились в Дукоре.
В 1748 г. в в. Блонь был построен деревянный костёл и монастырь иезуитов .

## В составе Российской империи

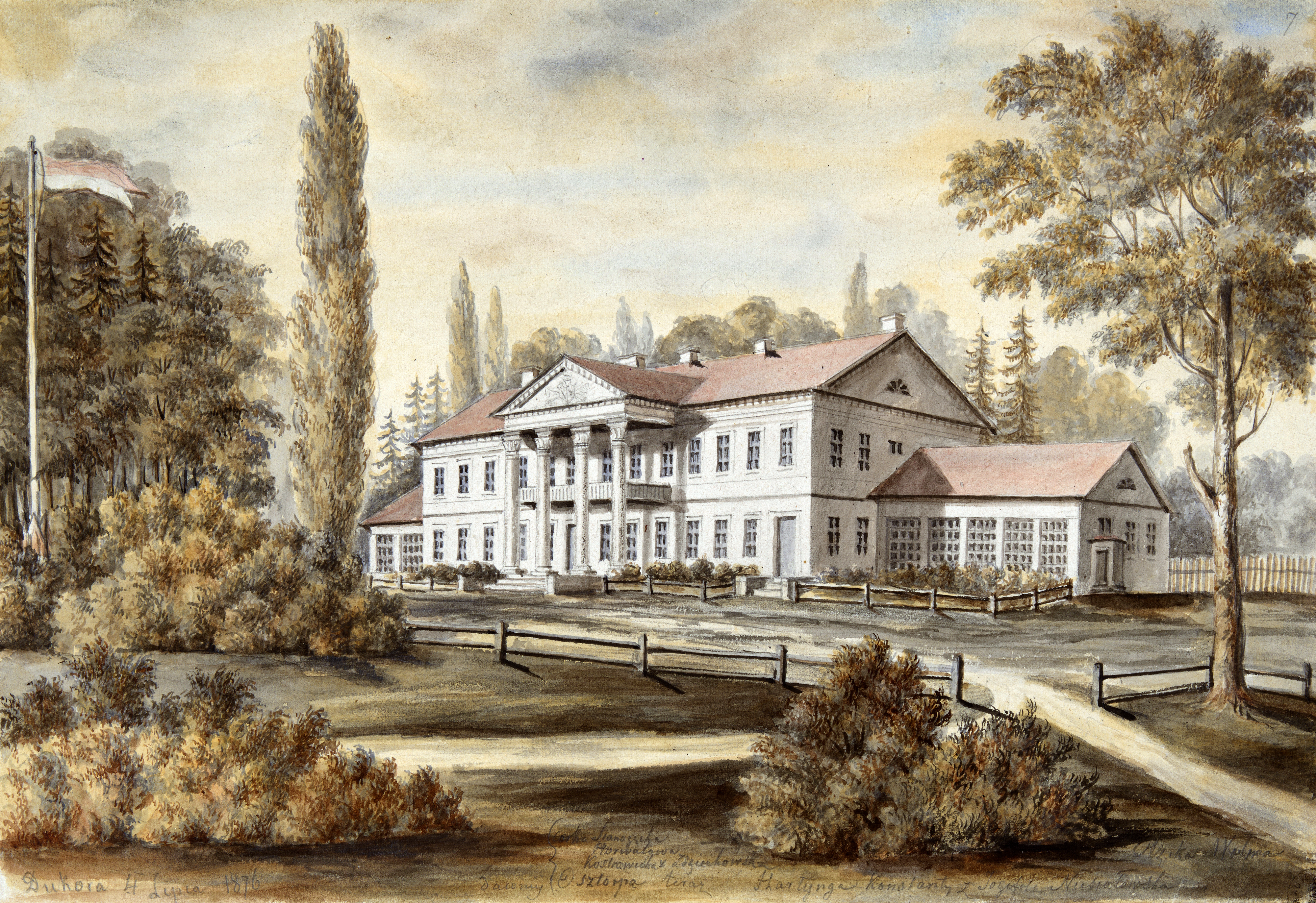
Усадьба Ашторпов. Н. Орда, 1876 г.

В 1793 г. в результате второго раздела Речи Посполитой Пуховичина отошла в состав Российской империи .
В 1795 г. Пуховичина вошла в состав Игуменского уезда Минской губернии .
В 1812 г. земли Пуховичины были опустошены войсками Наполеона во время войны Отечественной войны 1812 года.
В 1826 г. было построена в Блоне Церковь Святой Троицы.
В 1863 г. бой повстанческого отряда С.Лесковского с царскими войсками возле д. Сутин.
В 1873 г. через территорию Пуховичины проходила Либаво-Роменская железная дорога .
В 1876 г. в городке Марьина Горка построен усадебно-парковый комплекс и открыто низшее сельскохозяйственное училище .
В 1879 г. в Марьиной Горке построен православный храм Успения Божией Матери .
С 1899 г. по 1908 г. в деревне Блонь действовала крестьянская организация.

## Новейшая время

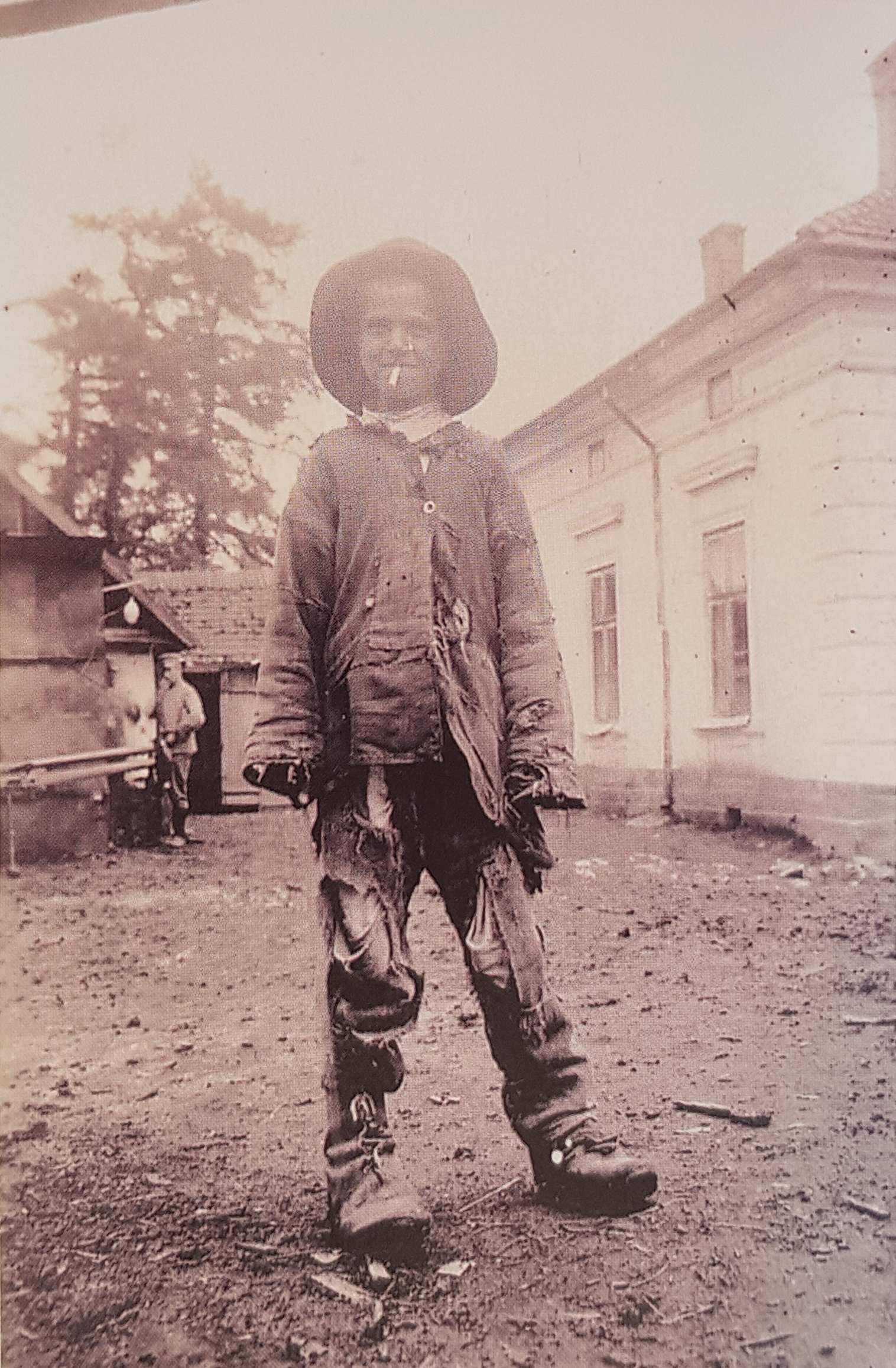
Пуховичи в 1918 году.

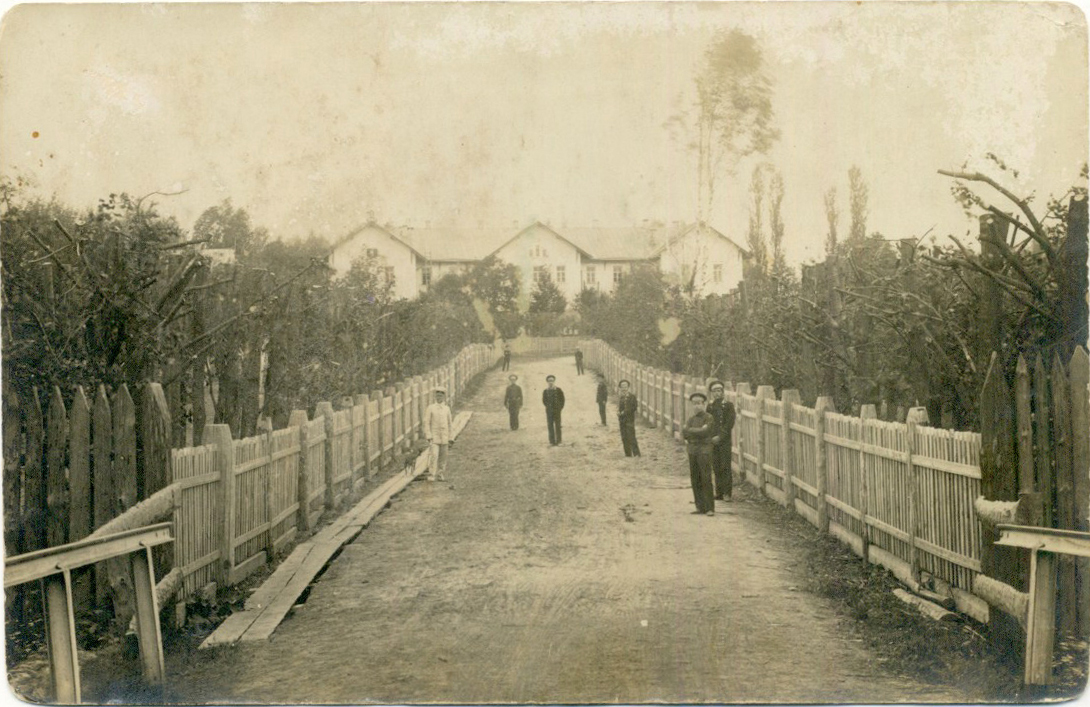
Училище до 1918 г.

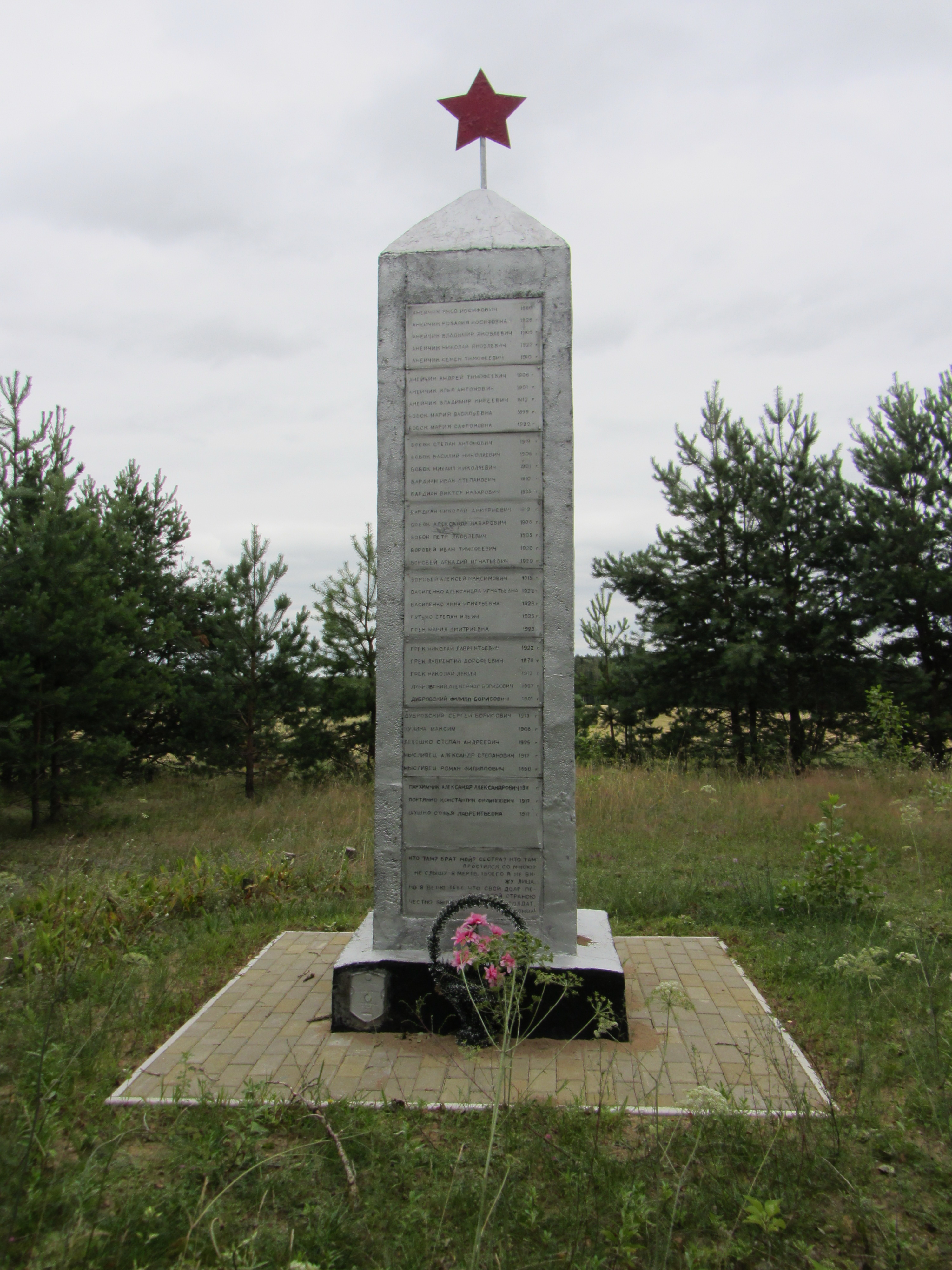
Деревня Терабель. Обелиск соотечественникам, погибшим в ВОВ

Во время Первой мировой войны, в феврале — декабре 1918 года, Пуховичина была под оккупацией войск кайзеровской Германии.
25 марта 1918 года согласно Третьей Конституционной грамоте территория Пуховичина была объявлена частью Белорусской Народной Республики. С 1 января 1919 года в соответствии с постановлением И съезда КП(б) Беларуси территория Пуховичины вошла в состав БССР. К 17.07.1924 в составе Игуменского (с 1923 г..  Червенском повете) Минской губернии.
С августа 1919 г. по 9 июля 1920 г. территория Пуховичины находилась под польской властью. Действовал дукорский партизанский отряд под руководством А. А. Блажко и М. И. Рудовича.
В 1921 г. на базе Марьиногорской земледельческой школы открыт сельхозтехникум.
17 июля 1924 г. был основан Пуховичский район с центром в местечке Пуховичи . 20 августа 1924 года район был разделен на 12 сельсоветов: Блонский, Блужский, Дричинский, Кноринский, Новосельковский, Пудецкаслободский, Синчанский, Слободский, Сутинский , Тальковский . 18 декабря 1925 г. был образован Пуховичский сельсовет, а Слободский сельсовет ликвидирован.
С 1924 по 1930 год в составе Минского округа .
29 июля 1925 г. состоялся 1-й районный съезд Советов, который принял решение перенести районный центр в Марьину Горку. Первым секретарем райкома партии тогда работал Башка, председателем райисполкома — Марковский, секретарем райкома комсомола — Садовский.
В августе 1927 года были включены Горелецкий, Сергеевский, Титвянский и Шацкий сельсоветы ликвидированного Шацкого района, а 18 января 1931 года в состав района вошли также Дудзицкий, Азяричинский и Узлянский сельсоветы ликвидированного Самохваловичского района.
С 1930 года по 1938 год в прямом подчинении БССР. С 20 февраля 1938 года в составе Минской области.
В 1932 году посевная площадь в районе составляла 72 тысячи 423 гектара  .
В 1935 г. (февраль-июль) образован Руденский район с административным центром в г. Руденск .
В 1938 г. поселке Марьина Горка придан статус городского поселка. Вновь образован Руденский район (существовал до 1960 г.).
С 1940 г. по май 1941 года. в Марьиной Горке находилась военно-пехотное училище.
Во время Великой Отечественной войны, с июня 1941 года по начало июля 1944 года, был оккупирован немецкими войсками. Пуховичина была освобождена войсками 1-го и 2- го Белорусских фронтов в ходе проведенной на втором этапе операции «Багратион », проходившей с 29 июня по 4 июля 1944 года.
27 июня 1944 года танковый корпус генерала Бахарова и гвардейский корпус генерала М. Ф. Панова окружили в районе Бобруйска 40-тысячную группировку противника. Бои шли два дня и были упорными и жесткими. Бобруйск был освобожден 29 июня. Генерал М. Ф. Панов получил новую задачу — наступать вдоль шоссе Бобруйск — Минск на Пуховичи.
Уже несколько дней в этом направлении вели разведку бойцы гвардейского мотоциклетного батальона. По его следам шла гвардейская танковая бригада полковника Б. В. Шульгина с полком истребительной артиллерии, самоходно-артиллерийским полком и нибудь саперным батальоном.
Воинам гвардейского саперного батальона полковника Гудымы удалось незаметно для врага подготовить переправу через реку Таль и ударить по вражеским позициям. Здесь особенно отличился танковый батальон капитана К. И. Наумова, который нанес удар с тыла. Капитану Наумову за бои по земле Пуховчины было присвоено звание Героя Советского Союза .
3-й мотострелковый батальон капитана И. Р. Кобякова, сломив сопротивление противника, преследовал его и 3 июля вступил в Марьину Горку.
В целом, по официальным подсчетам, Пуховичский район (в сегодняшних границах) потерял во второй мировой войне — 11 238 чел., где 5895 чел. мирного населения, 4141 чел. погибло на фронтах, 1192 чел. — в партизанских отрядах.
22 июля 1955 г. Марьина Горка получила статус города.
17 декабря 1956 года Селецкий сельсовет был передан из состава упраздняемого Гресского района в состав Пуховичского района  .
В 1960 году часть расформированного Узденского района и весь упраздненный Руденский район были присоединены к Пуховичскому району, в результате чего площадь Пуховичского района составила 2512 км², а население - 100,8 тыс. человек. В 1966 году в результате второго этапа административно-территориальной реформы часть ее была возвращена вновь созданному Узденскому району с площади Пуховичского района.
В феврале 1974 года. открытый районный краеведческий музей в д. Дукора (в 1993 г. переведен в д. Блонь).
4 июля 2002 г. утверждены герб и флаг Марьиной Горки и Пуховичского района.

## Музеи
- Дудутки — музейный комплекс старинных народных промыслов и технологий.
- Пуховичский районный историко -краеведческий музей — комплекс музеев истории Пуховичского района.
- Усадьба Дукор представляет собой музейный комплекс.